# Anisocarpus
Anisocarpus es un género de plantas con flores de la familia  Asteraceae.  Comprende 9 especies descritas y de estas, solo 2  aceptadas.

## Taxonomía
El género fue descrito por Thomas Nuttall y publicado en Transactions of the American Philosophical Society, new series, 7: 388–389. 1841.
Etimología
Anisocarpus: nombre genérico que proviene de las palabras griegas anisos = "desiguales o diferentes" = karpos, "frutas", en alusión al contraste de los rayos florales (fértiles) y el disco (estéril) en los ovarios de la especie tipo.

## Especies
A continuación se brinda un listado de las especies del género Anisocarpus aceptadas hasta julio de 2012, ordenadas alfabéticamente. Para cada una se indica el nombre binomial seguido del autor, abreviado según las convenciones y usos.
- Anisocarpus madioides Nutt.
- Anisocarpus scabridus (Eastw.) B.G.Baldwin